# Chiesa di San Giuseppe delle Scalze a Pontecorvo

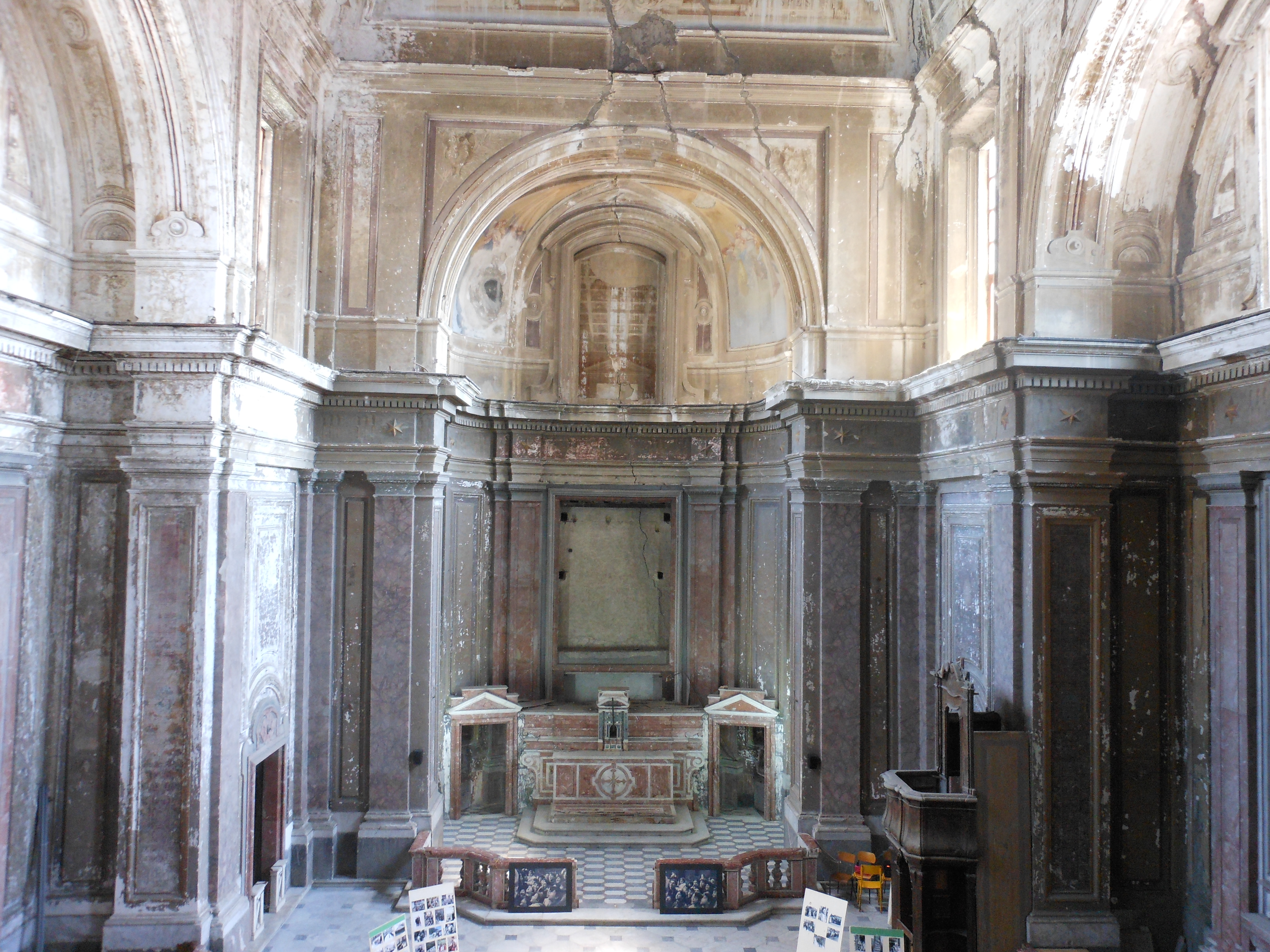
L'interno in cattivo stato di conservazione

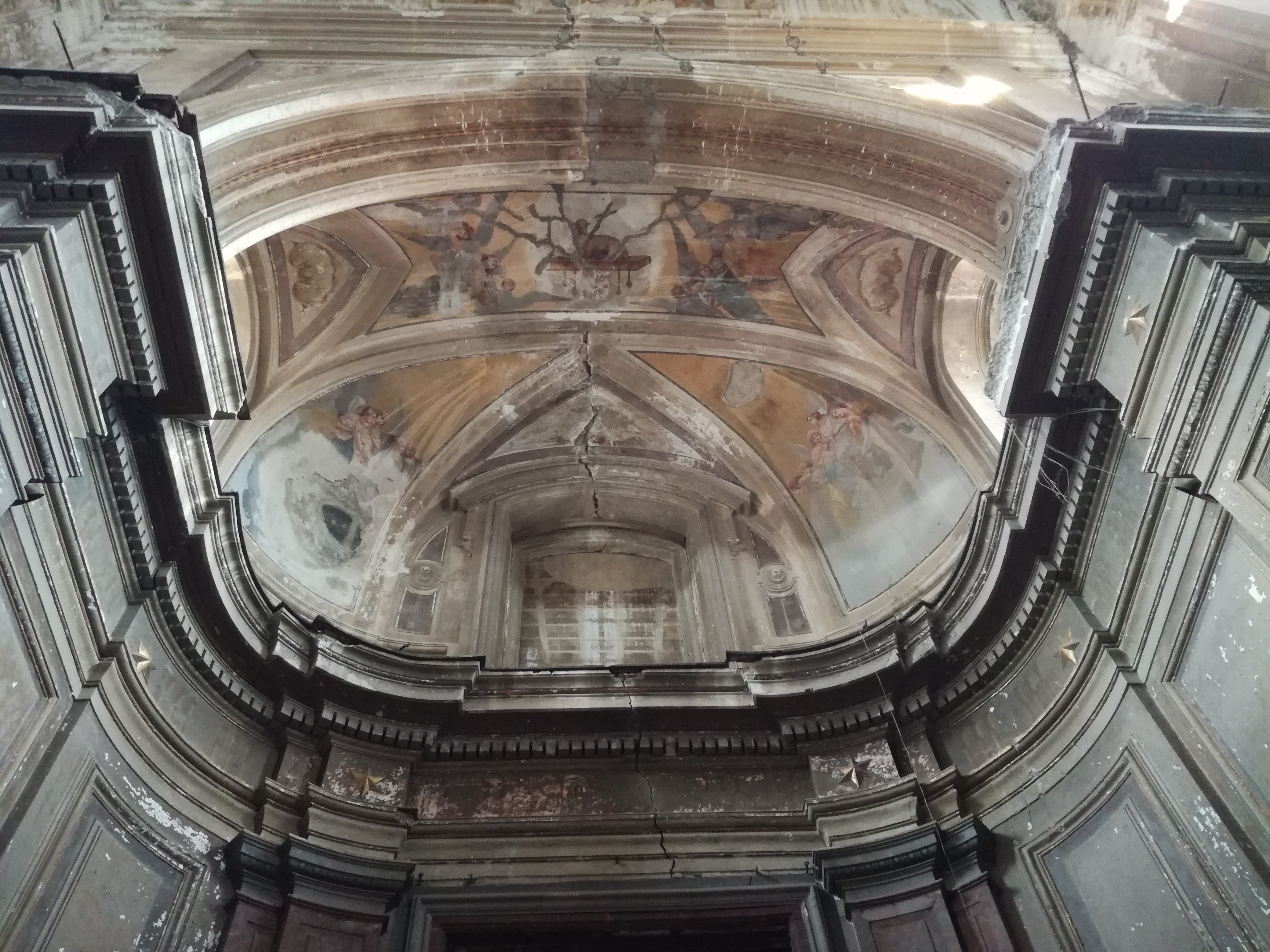
Resti degli affreschi absidali

La chiesa di San Giuseppe delle Scalze a Pontecorvo è un luogo di culto cattolico di interesse storico-monumentale della città di Napoli ed è ubicato in Salita Pontecorvo.

## Storia
L'edificio fu costruito nel 1619 occupando l'area di palazzo Spinelli a Pontecorvo ed ebbe un importante rifacimento tra il 1643 e il 1660 ad opera di Cosimo Fanzago.
Ulteriori decorazioni furono apposte nel 1709, su progetto di Giovanni Battista Manni, con l'esito di un generale danneggiamento della facciata e dell'interno originari, ridecorata negli interni intorno al 1903 per il crollo della volta a causa dell'incuria.
La chiesa appartenne prima alle monache Teresiane e successivamente vi ebbero i loro offici i padri barnabiti.
Il terremoto del 1980 fece crollare il tetto a capriate trascinando con sé il controsoffitto affrescato, i cui frammenti residui si persero col passare del tempo a causa dell'assenza di una copertura che impedisse l'entrata di pioggia e il deterioramento dell'interno. Negli anni novanta fu costruito l'attuale tetto a capriate in legno. Tuttavia la chiesa fu depredata di molti arredi sacri e decorazioni, come marmi e balaustre. L'ipogeo è stato profanato.
Attualmente la chiesa mostra i danni causati dalle intemperie e necessita di una ristrutturazione complessiva, in particolare della facciata. Tuttavia la stabilità dell'edificio permette ad alcune associazioni di tenere aperta la chiesa (che dal terremoto non è mai stata sconsacrata) e sfruttare gli ambienti del complesso per attività ludiche e ricreative.

## Descrizione
Le modifiche che il Fanzago apportò all'apparato architettonico-scenografico, adottando la doppia facciata, crearono uno spazio antistante al sagrato caratterizzato da un'angusta salita che si contrappose allo spazio sacro interno alla facciata, come se il prospetto fosse una membrana permeabile tra sacro e profano.
La facciata è composta da tre registri: il primo dove è locato l'ingresso e fiancheggiato da aperture regolari, tra il primo e il secondo c'è una fascia marcapiano che s'interrompe in corrispondenza delle mensole che fungono da basi alle lesene; il secondo ordine è tripartito da lesene si aprono tre aperture a mo' di serliana per l'esigenza di illuminare lo spazio interno e tra le aperture ci sono le statue del santo titolare al centro e di San Pietro d'Alcantara e di Santa Teresa nelle aperture laterali, mentre al di sopra di queste ultime sono esposti due busti che sporgono dal riquadro; l'ultimo registro è quello occupato dalla cantoria, nel quale si aprono tre finestre di cui quella centrale di forma mistilinea irrompe nel timpano che riprende in scala maggiore quello del portale in cima si apre un fastigio in tufo.
Oltrepassata la facciata si accede all'atrio rialzato, poiché sotto si trovano ambienti voltati con scopo di cimitero dei religiosi del convento.
La scala è a due rampe con balaustra finemente scolpita; la volta è a crociera nella parte centrale, mentre le rampe sono costituite da volte a botte e l'imposta d'accesso alla chiesa è all'altezza del secondo registro della facciata.
L'interno, a croce greca con quattro cappelle angolari, rappresenta uno studio sulle progettazioni della pianta centrale a Napoli: l'intera planimetria è circoscritta da un rombo che ha l'asse maggiore che prosegue con andamento ingresso-abside, mentre il minore è l'andamento trasversale del transetto; analogamente i due estremi, cioè ingresso e abside, hanno stessa configurazione planimetrica.
Tra le opere che la chiesa possedeva vi erano un dipinto di Luca Giordano, il Giuseppe e Gesù datato 1660 e oggi al Museo di Capodimonte e sugli altari, sia a destra che a sinistra, due opere di Francesco Di Maria: il Calvario e Santa Teresa e San Pietro d'Alcantara custodite presso il museo di San Martino.

## Altre immagini

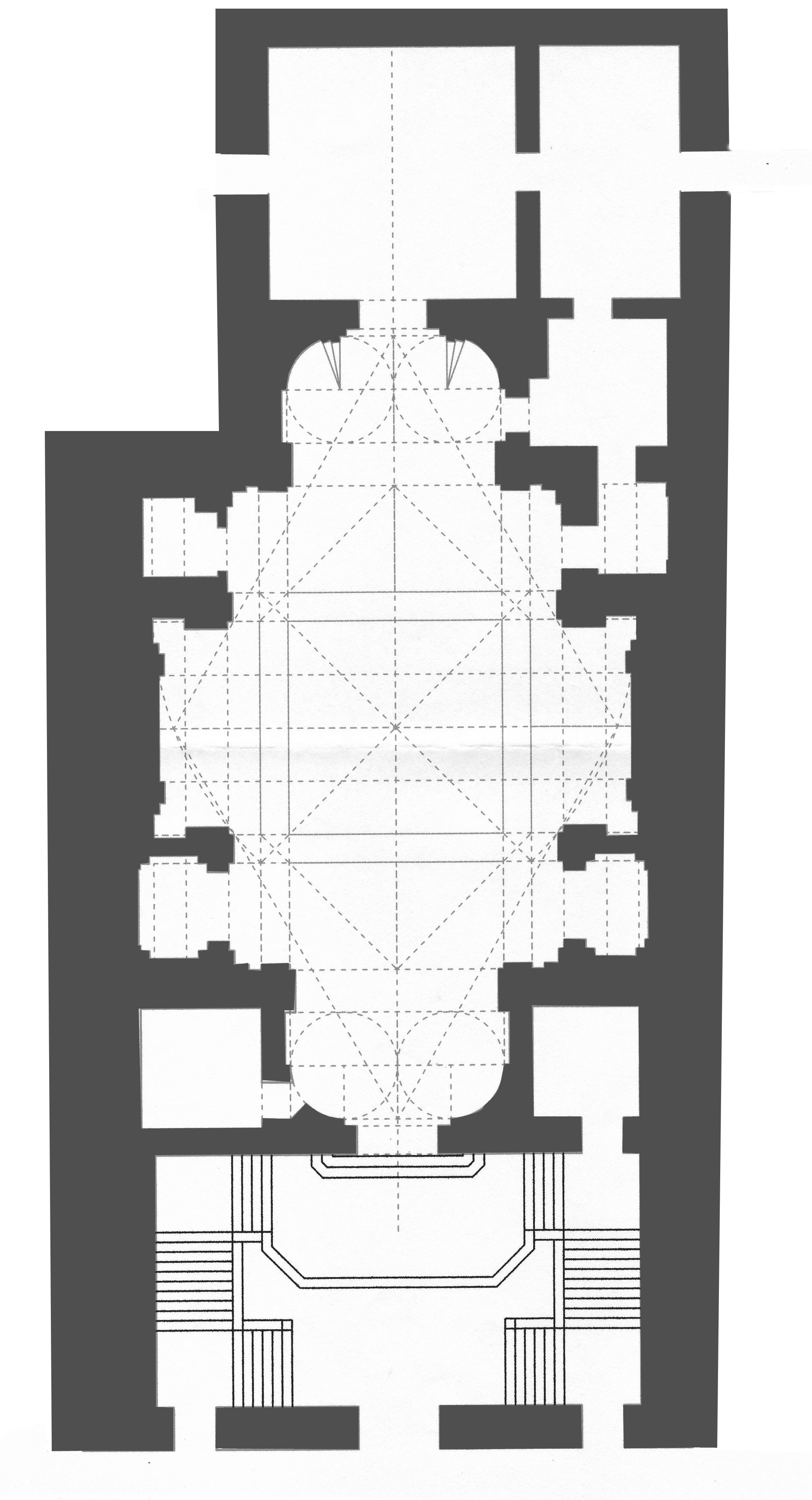
La pianta e geometrie generative della chiesa
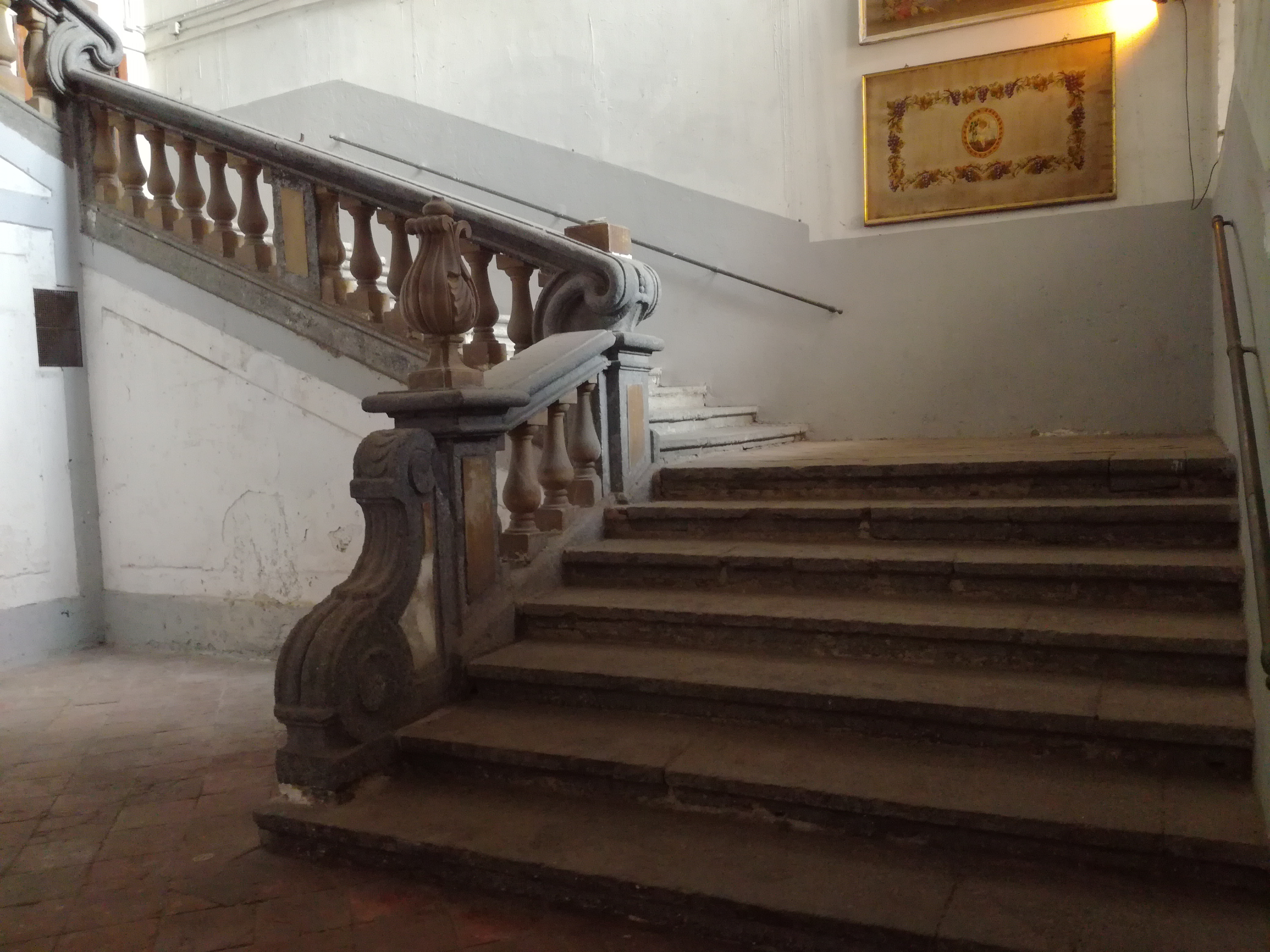
Scalinata in piperno del vestibolo
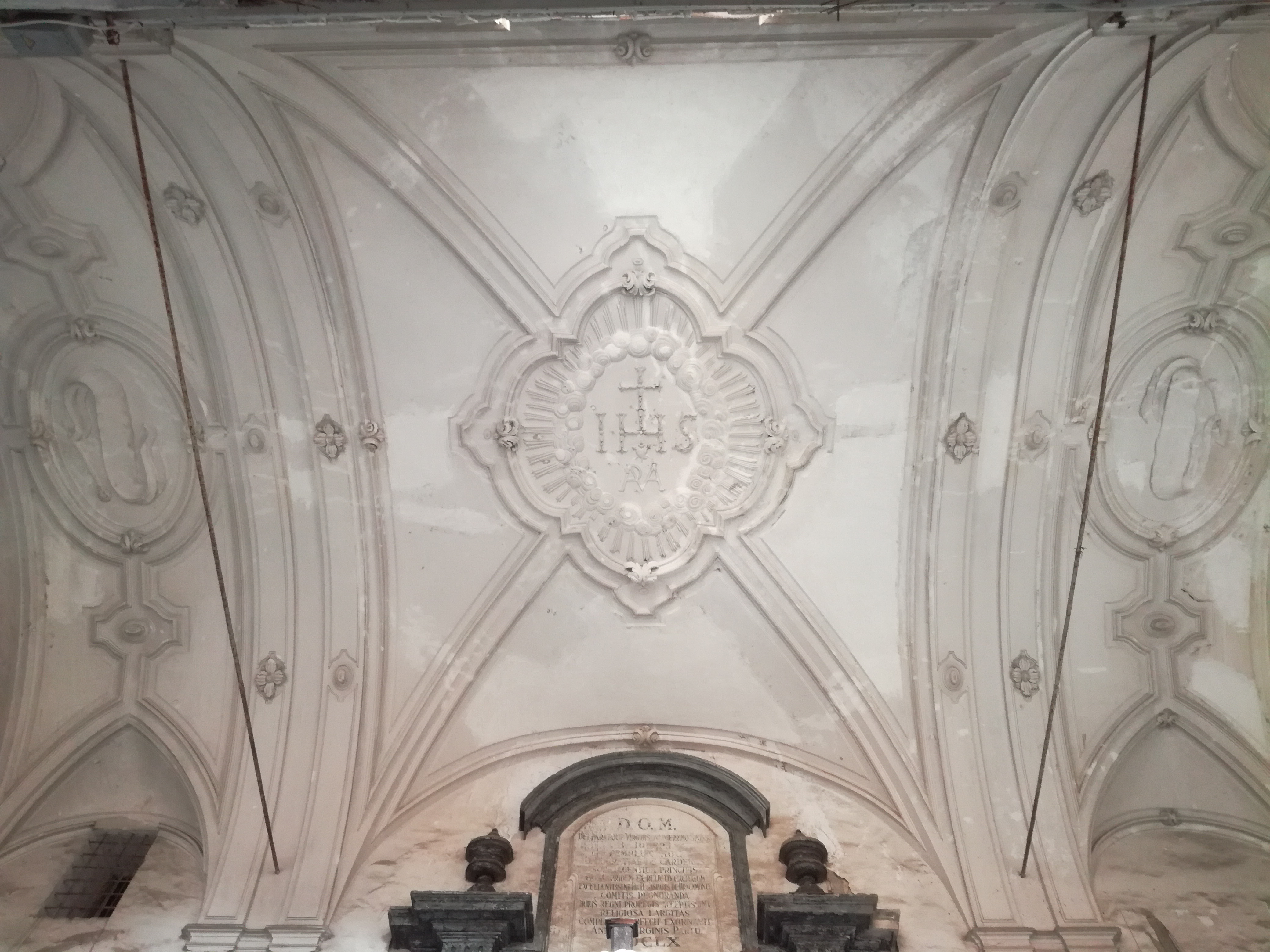
La volta del Vestibolo
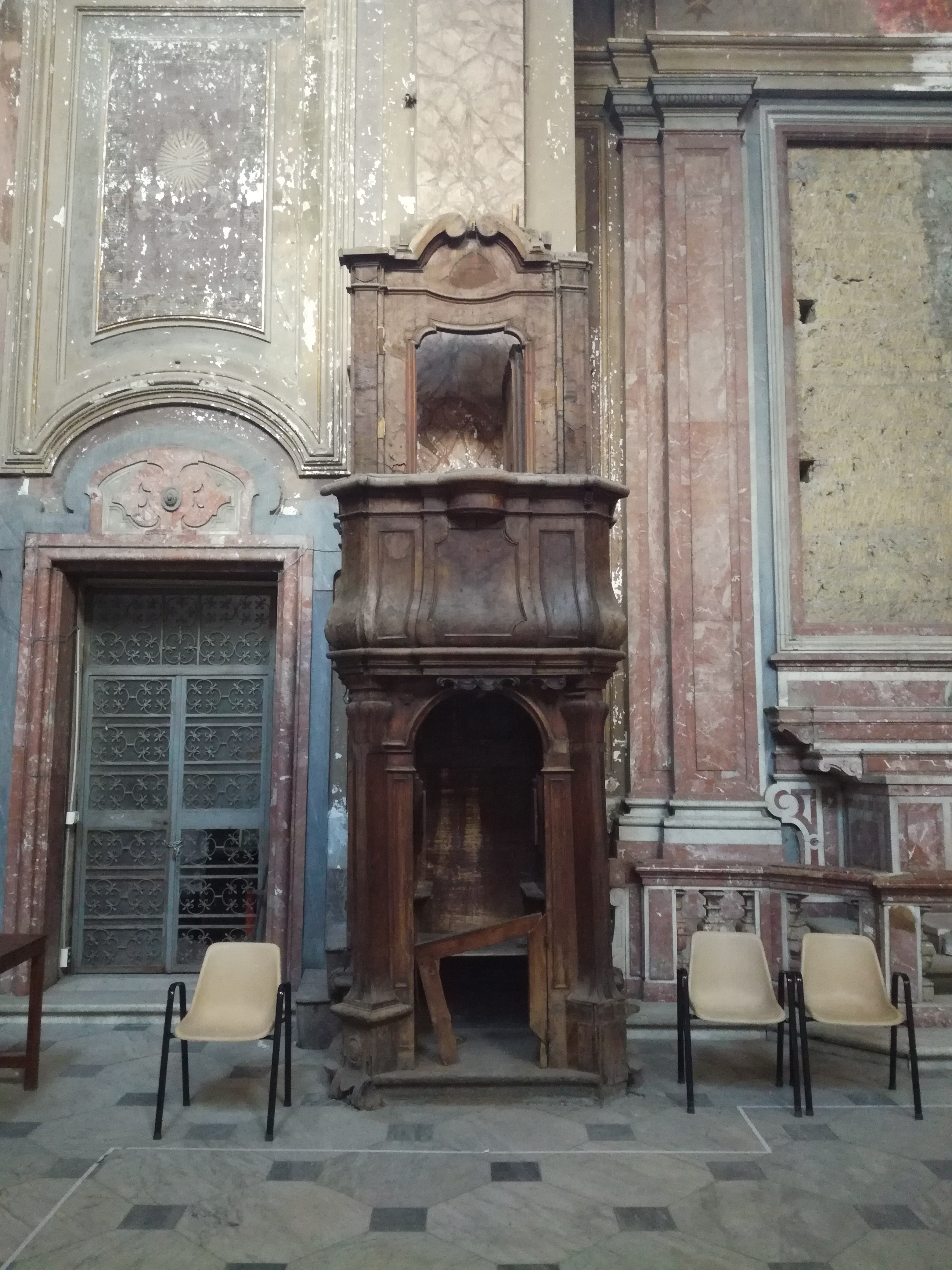
Pulpito ligneo
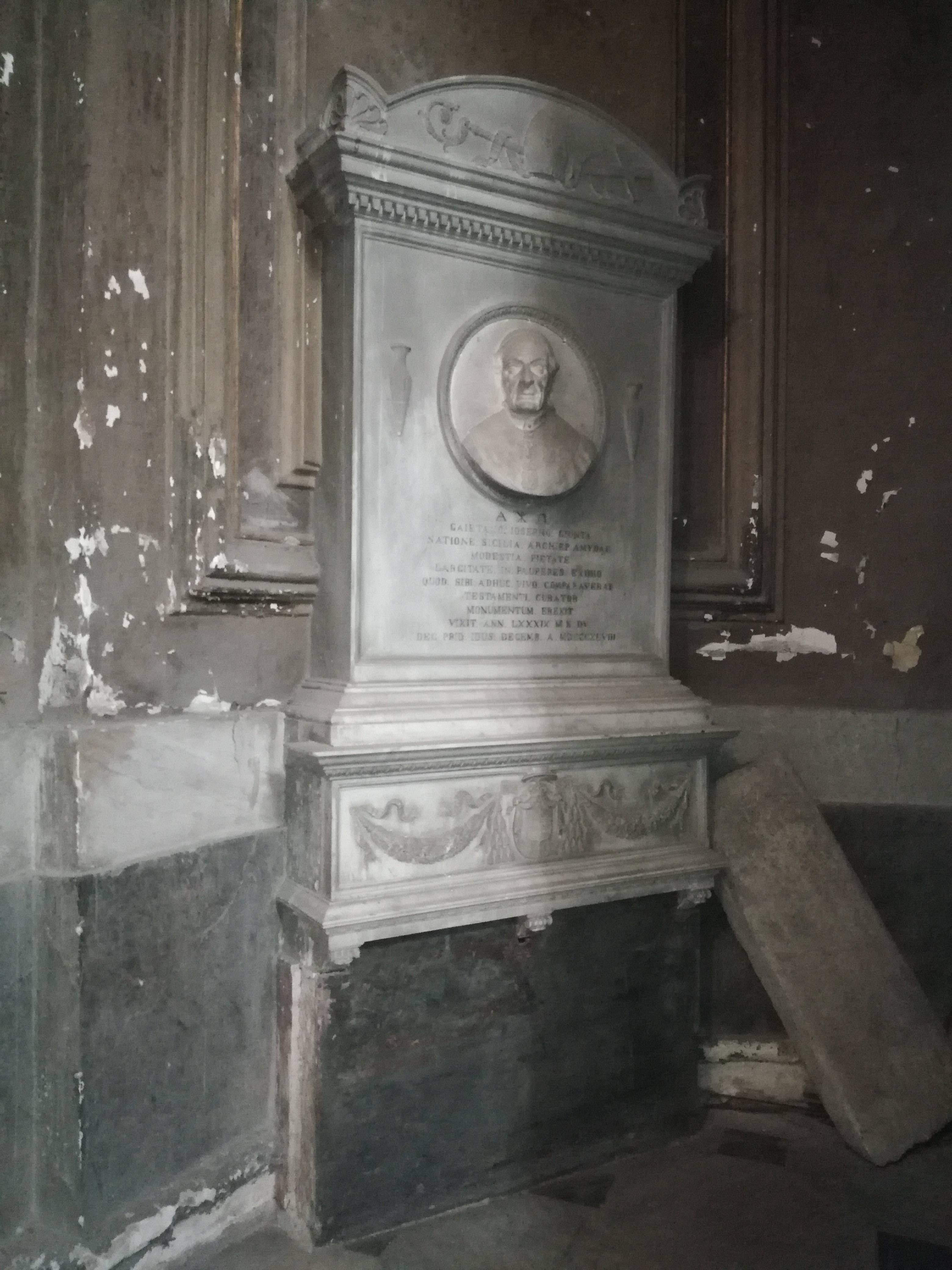
Opere rimaste